# Солотвино
Солотвино (на украински: Соло̀твино) е селище от градски тип в Закарпатска област, Западна Украйна.
Намира се на десния бряг на река Тиса, която в този участък служи за граница с Румъния. Населението му е около 8800 души за 2016.
Името на Солотвино идва от находищата на готварска сол, които се използват от около 1 век пр.н.е.
Както и останалата част от Закарпатска област, селището дълго време е в Унгария, през 1919 г. е включено в Чехословакия. През Втората световна война е окупирано от Нацистка Германия, през 1944 г. е освободено от Червената армия и през 1945 г. е присъединено към Украинската съветска социалистическа република.
В Солотвино е роден британският предприемач Робърт Максуел (1923-1991).